# Xian de Shangyou
Le xian de Shangyou (上犹县 ; pinyin : Shàngyóu Xiàn) est un district administratif de la province du Jiangxi en Chine. Il est placé sous la juridiction de la ville-préfecture de Ganzhou.

## Démographie
La population du district était de 276 671 habitants en 1999.

## Transport
- Métro de Ganzhou